# Daynellis Montejo
Daynellis Montejo Poll (* 8. November 1984 in Santiago de Cuba) ist eine ehemalige kubanische Taekwondoin.

## Karriere
Daynellis Montejo gewann bei den Weltmeisterschaften 2005 in Madrid in der Gewichtsklasse bis 49 Kilogramm die Bronzemedaille. Bei den Panamerikanischen Spielen 2007 in Rio de Janeiro schied sie ebenso in der Auftaktrunde aus wie 2011 in Guadalajara. 2008 nahm sie an den Olympischen Spielen in Peking in der Gewichtsklasse bis 51 Kilogramm teil. Zwar unterlag sie in der ersten Runde Buttree Puedpong mit 0:1, gewann aber die anschließenden zwei Kämpfe in der Hoffnungsrunde. Im zweiten Kampf bezwang sie Yang Shu-chun, sodass sie die Bronzemedaille erhielt.